# 犬挟峠
犬挟峠（いぬばさりとうげ）は、鳥取県倉吉市関金町山口と岡山県真庭市蒜山下長田の境にある峠。

## 概要
犬挟峠は伯耆国と美作国の境にあり、美作街道の中継地である。
1969年（昭和44年）12月4日から一般国道313号に指定されていたが、急峻な線形、幅員狭小区間が多く、冬期には積雪量が多いこともあり通行が困難な道路であった。1997年（平成9年）10月29日に犬挟峠道路が開通、1999年（平成11年）4月1日付けで国道の指定から外れ、倉吉市関金町関金宿から鳥取県倉吉市関金町山口は岡山県道・鳥取県道115号常藤関金線となり、残りは倉吉市道・真庭市道となった。小泉八雲(ラフカディオ・ハーン)は、東京から松江に赴任する際、当時民営の山陽鉄道(後の国鉄山陽本線→JR西日本)の終点であった姫路で下車し、人力車に乗り換え、この峠を通ったとされる。